# Cuirieux
Cuirieux ist eine französische Gemeinde mit 154 Einwohnern (Stand 1. Januar 2022) im Département Aisne in der Region Hauts-de-France. Sie gehört zum Arrondissement Laon, zum Kanton Marle und zum Gemeindeverband Pays de la Serre.

## Geografie
Die Gemeinde Cuirieux liegt am Südrand der Landschaft Thiérache auf einem Plateau zwischen den Flusstälern der Serre und der Souche, 20 Kilometer nordöstlich von Laon. Umgeben wird Cuirieux von den Nachbargemeinden La Neuville-Bosmont im Nordosten, Goudelancourt-lès-Pierrepont im Osten, Mâchecourt im Süden, Vesles-et-Caumont im Südwesten und Westen sowie Autremencourt im Nordwesten. Im Norden hat die Gemeinde Cuirieux mit zwei Windkraftanlagen einen Anteil an einem interkommunalen Windpark.

## Bevölkerungsentwicklung
| Jahr                       | 1962 | 1968 | 1975 | 1982 | 1990 | 1999 | 2006 | 2013 | 2021 |
| Einwohner                  | 169  | 147  | 119  | 131  | 142  | 143  | 159  | 161  | 155  |
| Quellen: Cassini und INSEE |      |      |      |      |      |      |      |      |      |

## Sehenswürdigkeiten

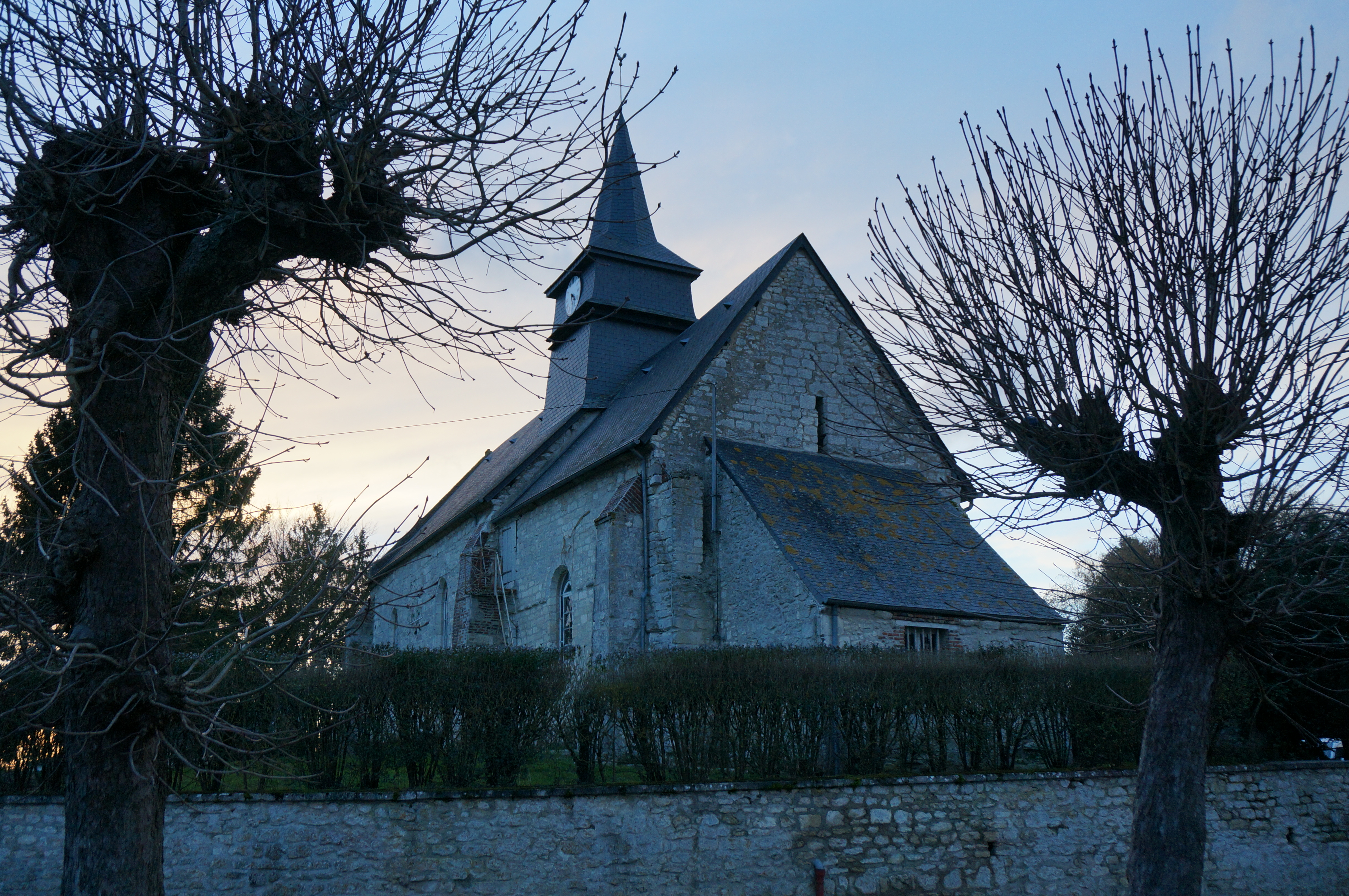
Kirche Sainte-Geneviève
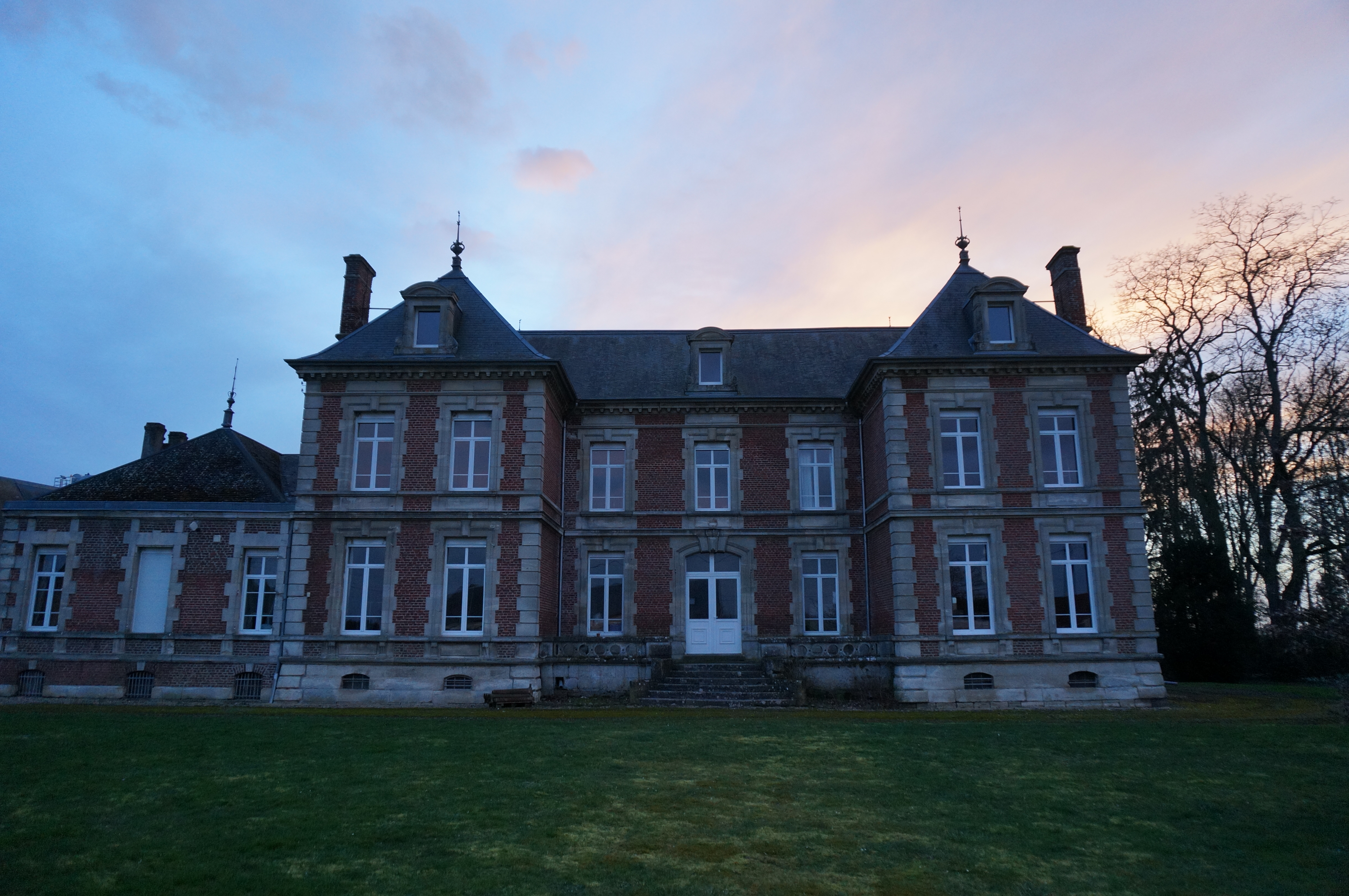
Schloss

- Kirche Sainte-Geneviève
- Schloss